# Liste der Baudenkmäler in Wallgau

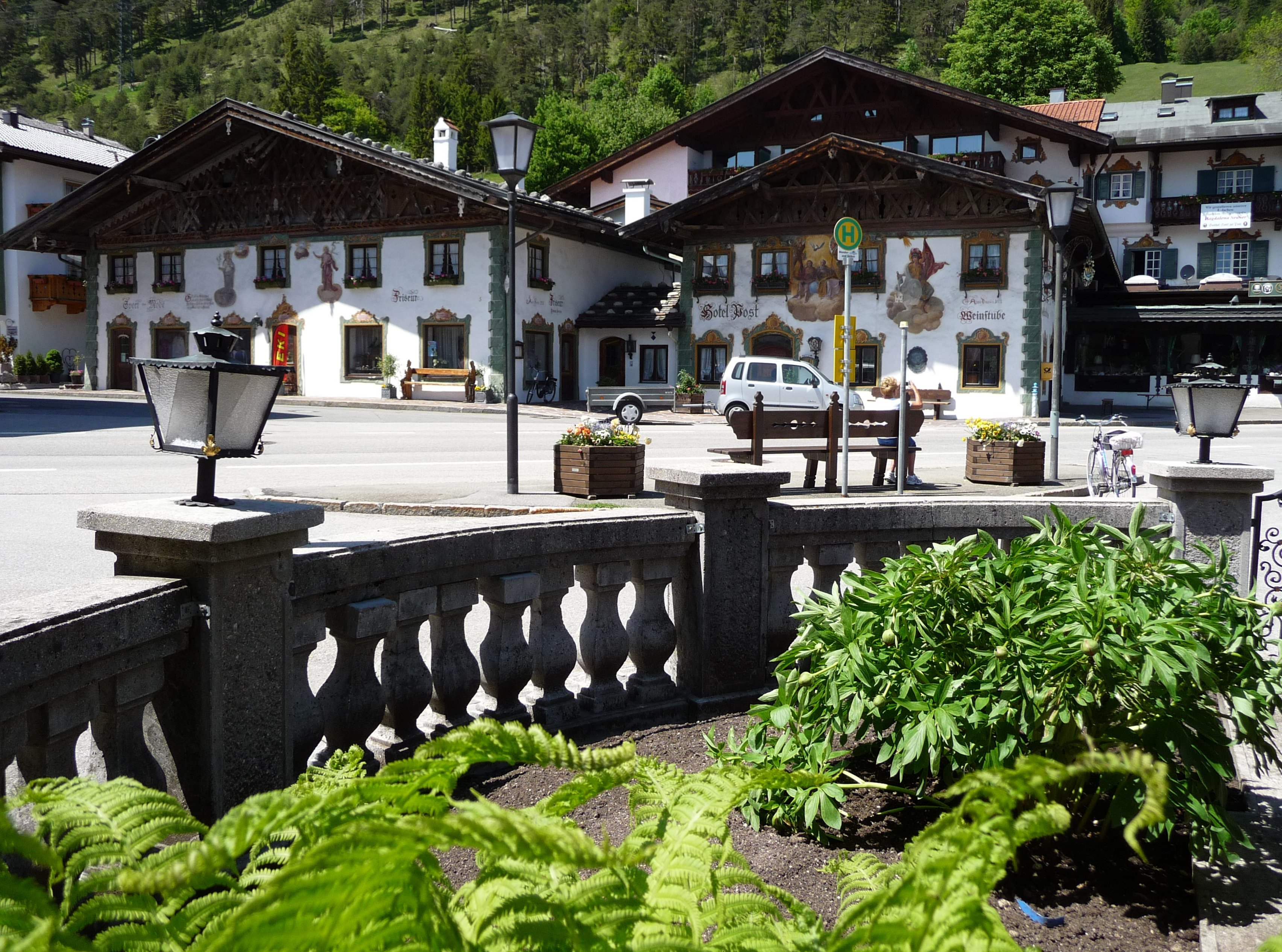
Dorfplatz in Wallgau

Auf dieser Seite sind die Baudenkmäler in der oberbayerischen Gemeinde Wallgau zusammengestellt. Diese Tabelle ist eine Teilliste der Liste der Baudenkmäler in Bayern. Grundlage ist die Bayerische Denkmalliste, die auf Basis des Bayerischen Denkmalschutzgesetzes vom 1. Oktober 1973 erstmals erstellt wurde und seither durch das Bayerische Landesamt für Denkmalpflege geführt wird. Die folgenden Angaben ersetzen nicht die rechtsverbindliche Auskunft der Denkmalschutzbehörde.

## Baudenkmäler nach Straßen
| Lage                           | Objekt                            | Beschreibung | Akten-Nr.              | Bild                  |
| ------------------------------ | --------------------------------- | --- | ---------------------- | --------------------- |
| Dorfplatz 4 (Standort)         | Ehemaliges Bauernhaus             | Zweigeschossiger Legschindel-Flachsatteldachbau mit reich bemaltem Zierbund und barocker Fassadenmalerei, um 1765, Giebel bezeichnet 1783, Wandfresken von Franz Karner                          | D-1-80-136-1           | Ehemaliges Bauernhaus |
| Dorfplatz 5 (Standort)         | Hotel Post (Altbau)               | Zweigeschossiger Legschindel-Flachsatteldachbau mit bemaltem Zierbund und barocker Fassadenmalerei, 1763, Giebel bezeichnet 1681, Wandfresken von Franz Karner.                                  | D-1-80-136-2           | Hotel Post (Altbau)   |
| Dorfplatz 6 (Standort)         | Gasthof zur Post                  | Stattlicher Bau mit Zierbund und Wandmalereien, errichtet im Heimatstil von Architekten Franz Zell und Huf, 1906.                                                                                | D-1-80-136-3           | weitere Bilder        |
| Dorfplatz 8 (Standort)         | Katholische Pfarrkirche St. Jakob | Barockisierter spätgotischer Saalbau mit eingezogenem Chor und Zwiebel-Nordturm, letztes Viertel 15. Jahrhundert, Umgestaltung bzw. Erweiterung 1680–83, Turm 1680 bzw. 1723–30; mit Ausstattung | D-1-80-136-4           | weitere Bilder        |
| Dorfplatz 8 (Standort)         | Lourdeskapelle                    | Rundbau mit Kegeldach, um 1900; mit Ausstattung. | D-1-80-136-4 zugehörig | Lourdeskapelle        |
| Flößerstraße 43 (Standort)     | Kalkofen                          | Runder, nach oben konisch zulaufender Brennofen aus verputztem Ziegelmauerwerk, 1932. | D-1-80-136-12          | BW                    |
| Schöttlstraße 2 (Standort)     | Einhof                            | Zweigeschossiges Eckflurhaus mit Flachsatteldach, traufseitiger Laube, Zierbund und Traufbundwerk, 1. Hälfte 18. Jahrhundert.                                                                    | D-1-80-136-5           | BW                    |
| Sonnleiten 1 (Standort)        | Ehemaliges Benefiziatenhaus       | Zweigeschossiger lisenengegliederter Massivbau mit scharschindelgedecktem Walmdach, 1795. | D-1-80-136-6           | BW                    |
| Sonnleiten 7 (Standort)        | Ehemaliges Schulhaus              | Zweigeschossiger Preisdachbau mit Lauben, im Kern 2. Viertel 19. Jahrhundert. | D-1-80-136-7           | Ehemaliges Schulhaus  |
| Sonnleiten 8 (Standort)        | Einhof                            | Flachsatteldachbau mit teilweise verputztem Blockbau-Obergeschoss, zweiseitig umlaufender Laube und teilverschalter Giebellaube, im Kern 17./18. Jahrhundert., Lauben 19. Jahrhundert.           | D-1-80-136-8           | Einhof                |
| Sonnleiten 12 (Standort)       | Wandbild                          | Barockes Fassadenfresko, von Franz Karner, bezeichnet 1768. | D-1-80-136-9           | weitere Bilder        |
| Walchenseestraße 2 (Standort)  | Einhof                            | Zweigeschossiger Flachsatteldachbau im Heimatstil mit Lauben, polygonalen Eckerkern, Zierbund, Traufbundwerk und Fassadenmalerei, von Architekt Huf, bezeichnet 1922.                            | D-1-80-136-10          | Einhof                |
| Walchenseestraße 14 (Standort) | Einhof                            | Zweigeschossiger Flachsatteldachbau mit traufseitiger Laube, Zierbund und Traufbundwerk, um 1780.                                                                                                | D-1-80-136-11          | Einhof                |